# Sokrates (Sohn des Sathon)
Sokrates (altgriechisch Σωκράτης), Sohn des Sathon, war ein makedonischer Reitergeneral und Gefährte (hetairos) Alexanders des Großen im 4. vorchristlichen Jahrhundert.
Seit Beginn des Asienfeldzuges 334 v. Chr. kommandierte Sokrates als ilarchos jene Schwadron der Hetairenreiterei, die aus dem Distrikt Apollonia rekrutiert wurde. Beim Vormarsch an den Granikos unterstützte er die Vorhut der Lanzenreiter des Amyntas und in der Schlacht am Granikos führte er seine Schwadron im Zusammenspiel mit dem Infanteriebataillon des Ptolemaios als erstes über den Fluss zur Attacke auf den Feind. Vermutlich nahm Sokrates auch an der Schlacht bei Issos 333 v. Chr. teil, wenngleich er dort nicht mehr namentlich erwähnt wird. Danach aber wurde er offenbar von seinem Kommando abberufen und dem Statthalter Balakros in Kilikien zugeteilt.
Nach 333 v. Chr. tritt Sokrates in den Überlieferungen nicht mehr auf. Im Sommer 330 v. Chr. führte ein Offizier namens Platon, der aus Athen stammte, eine Verstärkung aus 5000 griechischen Söldnern zu Fuß und 1000 zu Pferd aus Kilikien kommend dem Hauptheer in Medien zu. In der Geschichtsforschung wird spekuliert, dass Curtius Rufus bei dieser Erwähnung den Offizier Sokrates wohl mit dem berühmten athenischen Philosophen Platon verwechselt hatte, da ein Offizier namens Platon sonst nirgends mehr erwähnt wird.